# مايكل تشارلز توماس
مايكل تشارلز توماس (بالإنجليزية: Michael C. Thomas)‏ هو عالم حشرات أمريكي، ولد في 1948.